# Jean-Louis Calandrini
Pour les articles homonymes, voir Calandrini.
Jean-Louis Calandrini, né le 30 août 1703 à Genève, où il est mort le 29 décembre 1758, est un mathématicien et astronome genevois.

## Biographie
Appartenant à une ancienne famille toscane originaire de Lucques réfugiée à Genève pour cause de religion, Jean-Louis Calandrini est fils d'un pasteur également prénommé Jean-Louis et de son épouse, Michée Du Pan. Il est aussi le petit-neveu du théologien protestant Bénédict Calandrini (1639-1720).
En 1722, il soutient, sous la direction de Jean-Antoine Gautier, une thèse sur les couleurs, qui est, à l'Académie de Genève, le premier travail entièrement conçu dans un cadre théorique newtonien. Lié dès sa jeunesse avec son compatriote Gabriel Cramer, il concourt en 1724 avec lui et avec Amédée de La Rive pour obtenir la chaire de philosophie à l'Académie. De La Rive l'emporte, mais le Conseil crée la même année une chaire de mathématiques en faveur des deux amis. Cramer et Calandrini ayant convenu d'en remplir les fonctions tour à tour, ce dernier prend d'abord un congé de trois ans, dont il profite pour effectuer un "grand tour" de formation en Suisse (Bâle), aux Pays-Bas (Leyde), en France (Paris) et en Angleterre (Londres).

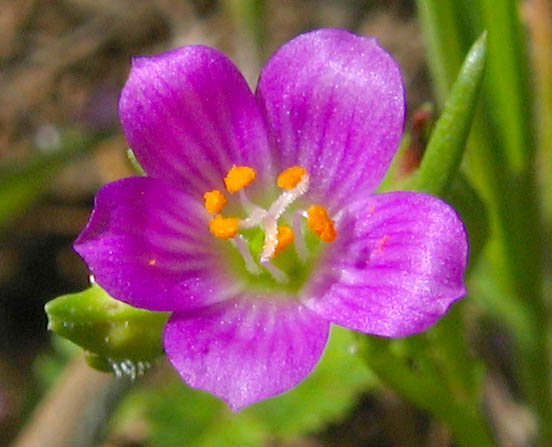
Calandrinia ciliata.

En 1729, il prend pour épouse Renée Lullin.
En tant que mathématicien, Calandrini s'intéresse particulièrement à la trigonométrie plane et sphérique, à la théorie des dérivées et des quadratures, ainsi qu'aux séries infinies.
De La Rive ayant pris sa retraite en 1734, Calandrini se représente au concours pour la chaire de philosophie devenue vacante et cette seconde tentative est couronnée de succès. Il enseigne désormais la logique aussi bien que la physique théorique, mais se montre également capable de former des naturalistes aussi distingués qu'Abraham Trembley ou Charles Bonnet. De 1729 à 1732, il collabore également à la Bibliothèque italique de Louis Bourguet, dont il cherche à faire également un outil de diffusion de la pensée newtonienne. Il donne également, moyennant finances, des cours de logique et de philosophie à de riches particuliers.
Calandrini s'est occupé de la restauration de la cathédrale de Genève.
Il joue dans les dernières années de sa vie un certain rôle politique : il renonce à sa chaire de philosophie pour entrer au Petit Conseil de Genève en 1750, devient trésorier de la ville en 1752, et syndic en 1757. Le genre botanique Calandrinia est nommé en son honneur.
« Calandrini unissait un profond savoir à de brillantes qualités. Doué d'un excellent jugement et d'un esprit d'observation remarquable, il se mit par ses travaux au rang des mathématiciens les plus illustres de son temps. »

## Œuvres
Dans le cadre de sa chaire de mathématiques, Calandrini enseigna plus particulièrement l'algèbre et l'astronomie. Il est d'ailleurs l'auteur de travaux de trigonométrie plane et sphérique, et de recherches sur les comètes. Il s’impliqua aussi dans les débats de l'époque sur la figure exacte de la Terre, sur la question des "forces vives" ou encore sur la détermination du mouvement de l'apogée lunaire. Il a aussi participé à l'édition des Principia d'Isaac Newton des pères Le Sueur et Jacquier (publiés à Genève en 1739-42), qu'il enrichit dune centaine de notes, dont les plus développées forment de petits articles. Les principaux thèmes abordés concernent les sections coniques (vol.1), la théorie de la résistance, le système des tourbillons, le mouvement des milieux élastiques relativement au son (vol. 2), ainsi que l'attraction et le mouvement moyen de la Lune (vol. 3). Enfin, Calandrini s'intéresse aussi à la logique, à la physiologie végétale ainsi qu'à des thèmes qui relèvent de la météorologie comme les aurores boréales ou les effets de la foudre. La plupart de ces travaux sont cependant demeurés inédits.
- (la) Disquisitio physica de coloribus. Quam favente divina numinis aura, et sub praesidio d.d. Joh. Ant. Gautier publico doctorum examini subjiciet Joh. Ludovicus Calandrini Genevensis author & respondens, 1722
- (avec Jean-Adam Serre) (la) Theses physico-mathematicae de aere, quibus nonnullae de usibus aeris adnexae sunt in gratiam theologiae naturalis, Fabri et Barrillot, 1727